# Theodōros Vryzakīs

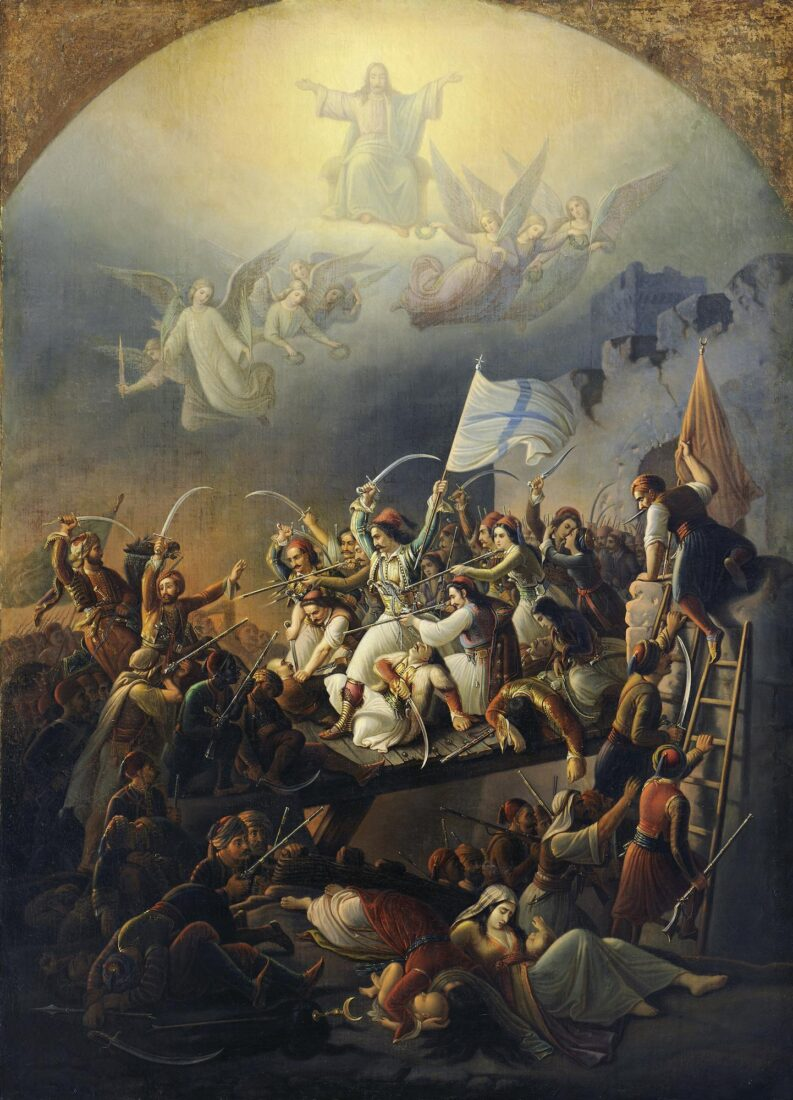
L'assedio di Missolungi del 1827, dipinto nel 1855 Galleria nazionale di Atene

Theodōros Vryzakīs (in greco Θεόδωρος Βρυζάκης?; Tebe, 19 ottobre 1814 – Monaco di Baviera, 6 dicembre 1878) è stato un pittore greco, uno dei maggiori nel XIX secolo. È soprattutto conosciuto per le sue opere rappresentative della Guerra di indipendenza greca.

## Biografia
Il padre di Vryzakis fu ucciso durante la guerra d'indipendenza greca. Lui fu il primo pittore greco a studiare all'Accademia di belle arti di Monaco e il più rappresentativo tra gli esponenti della pittura storica, che fu molto popolare in Grecia nel XIX secolo.
Nel 1855 partecipò al Salon di Parigi con l'opera L'assedio di Missolungi.